# Wieluń
Wieluń (ˈvʲɛluɲ) er en by i voivodskabet Łódź i Polen. Den har en befolkning på 27.000 indbyggere (2004) og er hovedsæde for amtet Powiat wieluński.
Den første krigshandling i 2. verdenskrig var nazisternes bombning af Wieluń den 1. september 1939.

## Byer ved Wieluń
- Częstochowa
- Radomsko
- Sieradz
- Kluczbork
- Olesno
- Kłobuck
- Złoczew
- Działoszyn
- Wieruszów
- Praszka
- Gorzów Śląski
- Krzepice